# دربند حاجی ملاتقی
دربند حاجی ملاتقی مربوط به دوره قاجار است و در اردکان، محله چرخاب، ضلع غربی حسینیه بنی هاشمی واقع شده و این اثر در تاریخ ۲۴ اسفند ۱۳۸۳ با شمارهٔ ثبت ۱۱۶۲۶ به‌عنوان یکی از آثار ملی ایران به ثبت رسیده است.